# Centro Olímpico de Tênis
Il Centro Olímpico de Tênis è un impianto tennistico costruito a Barra da Tijuca, all'interno del parco olimpico di Rio de Janeiro, in occasione dei Giochi Olimpici del 2016. Il complesso fu inaugurato con 16 campi da tennis; il campo principale è l'Estádio Maria Bueno da 10 000 posti, vi erano poi un campo con gradinate temporanee da 5 000 posti, uno con gradinate fisse da 3 000 e 13 campi da 250 posti, sette per gli incontri di tornei (di cui sei permanenti) e sei per allenamento e riscaldamento (di cui due permanenti).

## Storia
La costruzione del complesso ebbe inizio nel novembre 2013, nel luogo un tempo occupato dal Circuito di Jacarepaguá. L'inaugurazione del campo centrale avvenne il 10 dicembre 2015 alla presenza del sindaco di Rio de Janeiro Eduardo Paes, e fu la prima struttura del parco olimpico a essere completata.
Il campo centrale da 10 000 posti è intitolato a Maria Bueno, ex tennista brasiliana che fu la prima donna a vincere tutti e quattro i tornei di doppio femminile del Grande Slam in un anno. In occasione dell'inaugurazione, nel complesso si svolse come test preolimpico il Masters Cup Brasil 2015, torneo riservato a tennisti brasiliani.
Nel 2016, l'impianto ospitò le gare di tennis dei Giochi della XXXI Olimpiade e anche le gare di tennis in carrozzina dei XV Giochi paralimpici estivi. Dopo i giochi, insieme ad altre strutture del parco olimpico di Barra da Tijuca, entrò a far parte del Centro Olímpico de Treinamento.
Nel febbraio 2017 il campo centrale fu trasformato per ospitare incontri di beach volley e si tenne il Gigantes da Praia, evento che durò una sola giornata. Nel maggio successivo si svolse la tappa brasiliana del World tour di beach volley sul campo centrale e su cinque campi secondari. Nel dicembre 2021 si tenne nell'impianto il primo evento tennistico internazionale dopo i Giochi olimpici, il torneo Challenger Rio Tennis Classic.